# Radio Siegen

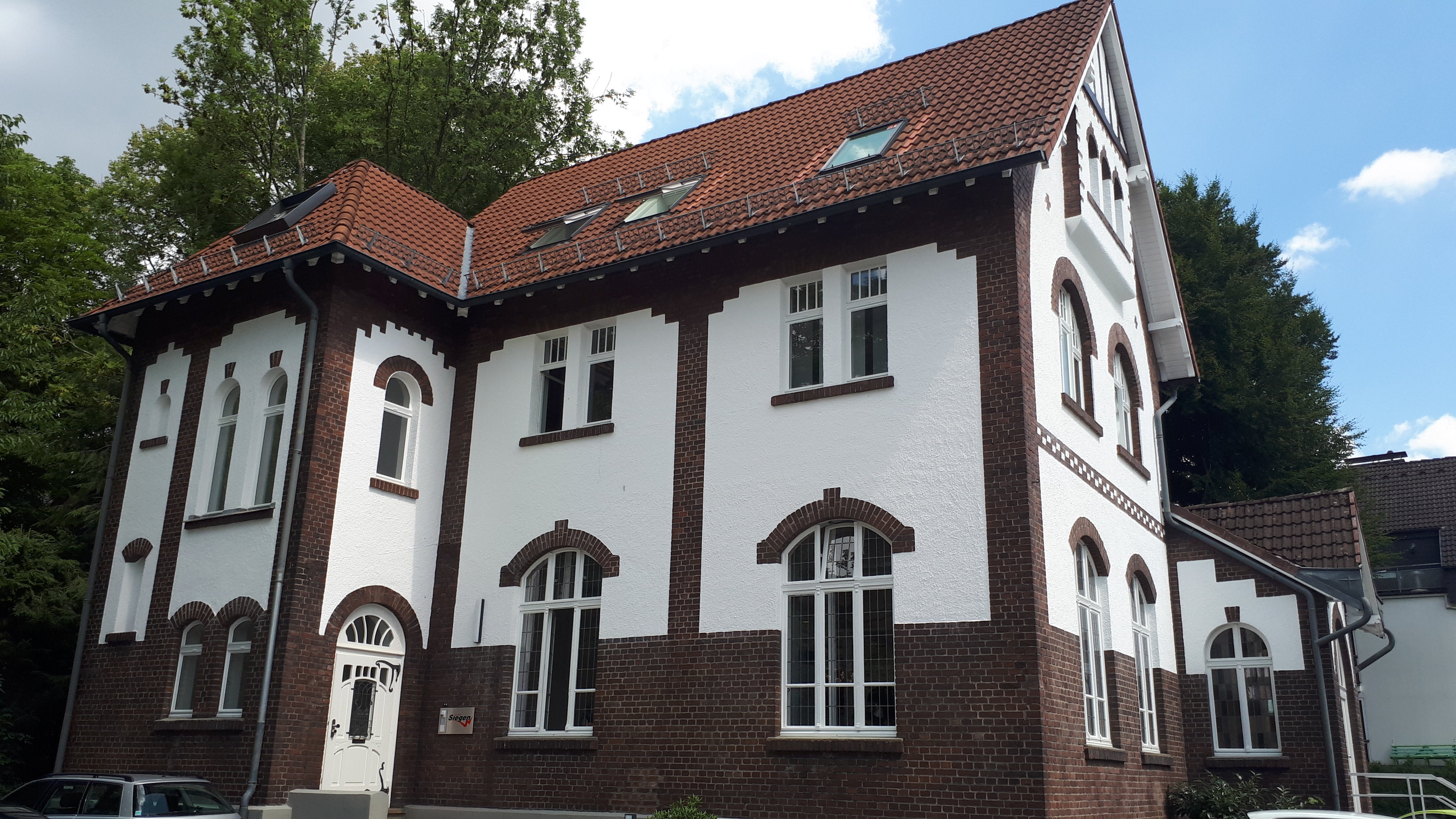
Funkhaus in der Tiergartenstraße

Radio Siegen ist das Lokalradio für den Kreis Siegen-Wittgenstein.

## Sendergeschichte
Radio Siegen ging am 2. Juni 1990, nachdem zuvor am 26. Januar 1990 die Lizenz erteilt worden war, als viertes von zurzeit 45 NRW-Lokalradios auf Sendung. Bereits 1987 war die mit gesellschaftlichen Gruppen und Organisationen zusammengesetzte Veranstaltergemeinschaft für Lokalfunk gegründet worden, die für das Programm des Lokalradios zuständig ist. Vorsitzender der Veranstaltergemeinschaft ist Thomas Griffig. Am wirtschaftlichen Betrieb des Lokalradios sind die örtlichen Zeitungsverleger beteiligt, außerdem der Kreis Siegen-Wittgenstein und die Stadt Siegen. Redaktion und Studios, Media und Verwaltung von Radio Siegen waren 27 Jahre lang im Funkhaus am Obergraben 33 in Siegen untergebracht. Seit 1. November 2017 sendet Radio Siegen aus einem denkmalgeschützten Haus in der Tiergartenstraße 37, der ehemaligen „Dreifaltigkeitskirche St. Trinitatis“. Aus den Studios werden täglich bis zu neun Stunden Lokalprogramm gesendet, die restliche Zeit wird das Rahmenprogramm von Radio NRW übernommen – unterbrochen von lokalen Fenstern (jeweils zehn Minuten) zwischen 5:00 und 20:00 Uhr. Zu den selbst produzierten Lokalsendungen gehören montags bis freitags die Sendungen „Am Morgen“ von 6–9 Uhr sowie „Am Vormittag“ von 9–12 Uhr und „Am Nachmittag“ von 15–18 Uhr. Bürgerfunk wird Mo.–Sa. von 20–21 Uhr und So. von 19–20 Uhr ausgestrahlt. Am Wochenende bietet Radio Siegen die Sportsendung „Eintritt frei“ an. Nachrichten zur vollen Stunde werden von Radio NRW übernommen, die „Nachrichten von hier“ sind jeweils zur halben Stunde zu hören.
Im September 2007 wurde die neue Webseite des Senders online gestellt. Sie verfügt jetzt über Playlists der letzten drei Tage und über einen Livestream. Seit dem Frühjahr 2011 ist eine erneuerte Webseite online.

## Persönlichkeiten
Chefredakteur ist Rüdiger Schlund, bekannte Moderatoren bei Radio Siegen sind Steffen Ziegler, Ann-Christin Schmidt, Tom Schirmer, Lukas Federhen und Florian Rubens.
Ehemalige Mitarbeiter sind unter anderem Bianca Hauda und Timo Latsch, der jahrelang von den Spielen der Sportfreunde Siegen berichtete. Latsch tritt auch heute noch als Fußball-Experte im Programm in Erscheinung.

## Empfangsgebiet
Aufgrund seiner geografischen Lage im Dreiländereck sind im Kreis Siegen-Wittgenstein bedingt durch die direkte Nachbarschaft zu Hessen und Rheinland-Pfalz neben den fünf WDR-Programmen zahlreiche weitere öffentlich-rechtliche wie private Sender aus Hessen (hr und FFH) und Rheinland-Pfalz (SWR und RPR) in der Region zu empfangen. Radio Siegen hat nach eigenen Angaben seit Sendestart einen hohen Höreranteil unter den Lokalradios in NRW. Mit den anderen regionalen und überregionalen Radioprogrammen, die in Siegen-Wittgenstein empfangen werden können, ist ein Vergleich zu Radio Siegen deshalb nicht möglich, weil diese Radioprogramme andere Programmangebote und Sendebereiche haben.

### Sendefrequenzen
Empfang über Antenne

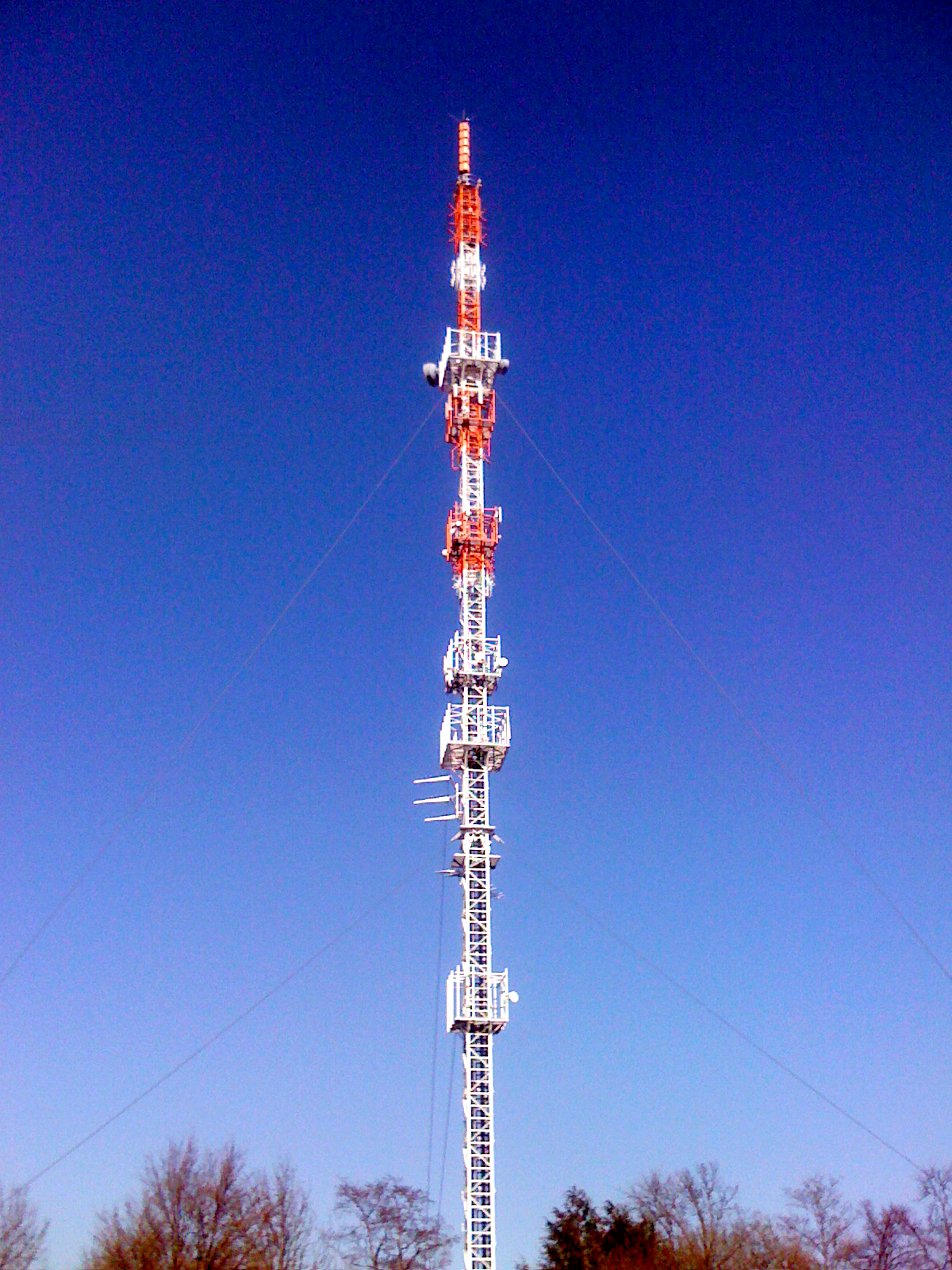
Sender Siegen

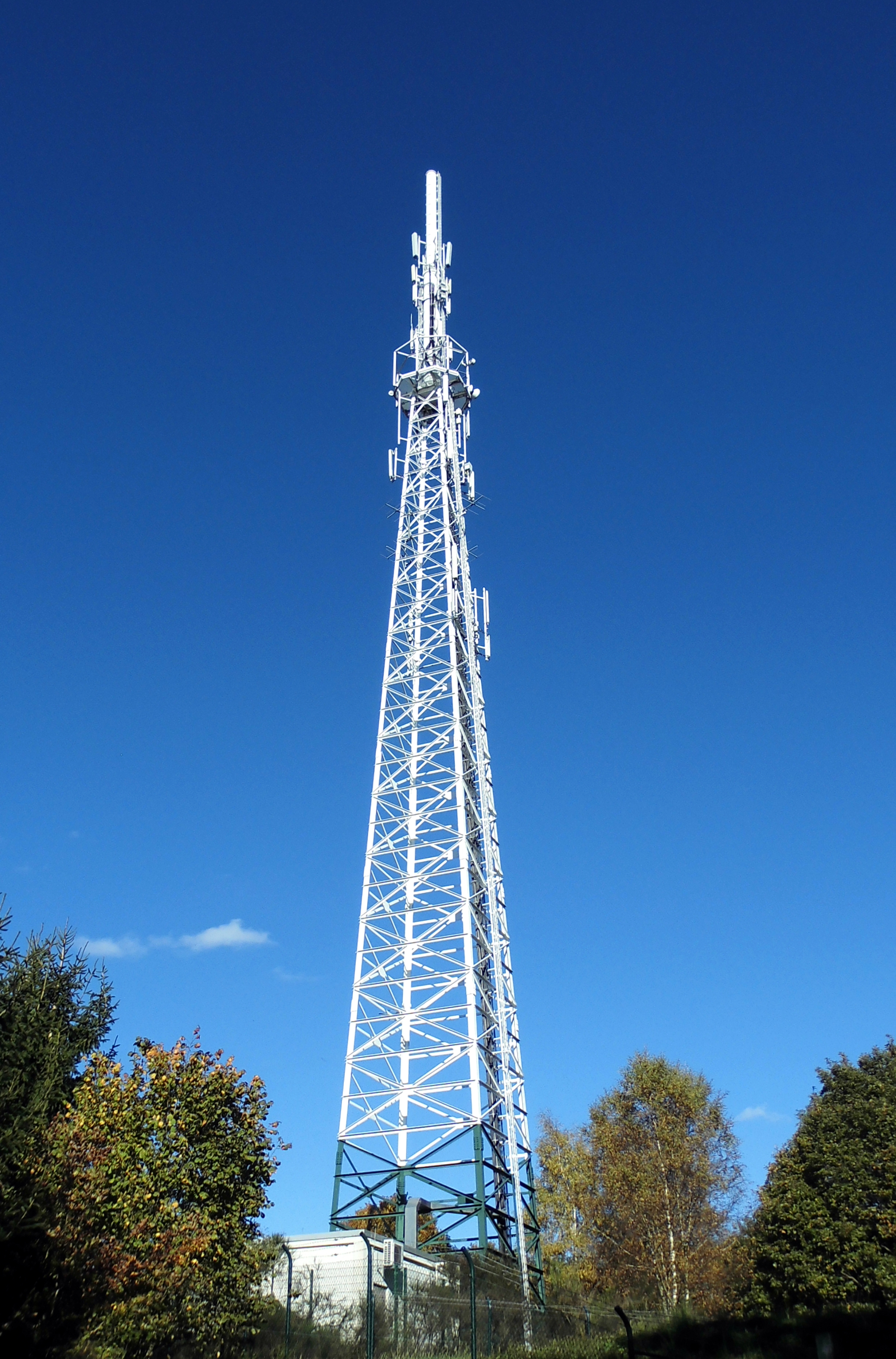
Sender Neunkirchen

- Sender Siegen (Giersberg): 88,2 MHz
- Neunkirchen (Hellerberg): 98,9 MHz
- Bad Berleburg-Aue (Hohe Hessel): 105,4 MHz
- Bad Laasphe (Buhlberg): 97,3 MHz

Als Besonderheit gilt, dass der unter der Bezeichnung Aue geführte Sender von Radio Siegen auf der Hohen Hessel steht, die zu Kirchhundem im Kreis Olpe gehört.
Wegen der topografischen Besonderheiten im Kreisgebiet ist der Empfang über Antenne in den östlichen Stadtteilen von Bad Berleburg (hier: Elsoff- und Edertal) sowie in Teilen von Burbach (z. B. im Hickengrund und auf der B 54) sehr schwierig. Entweder ist der Empfang nicht möglich oder es treten Überlagerungen mit anderen Sendeanstalten auf derselben Frequenz auf (z. B. mit Radio Bob auf der 88,2 MHz in den o. g. Gebieten von Burbach).
Empfang über Kabel
Bei Unitymedia:
- In Siegen, Burbach, Netphen, Wilnsdorf, Neunkirchen, Kreuztal, Hilchenbach, Freudenberg, Niederfischbach und Niederschelderhütte auf 99,25 MHz
- In Bad Berleburg und Bad Laasphe auf 107,40 MHz

Bei Kabel Deutschland:
- In Mudersbach, Betzdorf, Kirchen und Wissen auf 92,55 MHz

Empfangssituation im Kreis Olpe und im Kreis Altenkirchen
Die Nachrichtenredaktion von Radio Siegen versorgt auch Teile des Kreises Olpe mit Lokalnachrichten, weil dort kein eigenes Lokalradio verbreitet wird. Ein brauchbarer Empfang ist aber nur in Olpe (nur stellenweise in höheren Lagen und südlichen Stadtteilen), Wenden, Kirchhundem und Lennestadt über die UKW-Sender aus Siegen und Bad Berleburg-Aue möglich. Im Kreis Olpe waren bis 2020 Frequenzen für ein eigenes Lokalradio reserviert, die von Radio Siegen aber nicht genutzt werden durften (auch nicht befristet bis zum Start eines eigenen Radiosenders). Anfang 2021 wurden diese 3 Frequenzen in Olpe, Attendorn und Lennestadt neu ausgeschrieben und an den landesweiten Sender NRW1 vergeben. Weil das Kreisgebiet Olpe nicht zum offiziellen Verbreitungsgebiet von Radio Siegen gehört, wurde dort die Verbreitung über die Kabelnetze auch wegen der Einspeiseentgelte an Unitymedia eingestellt.
Der Kreis Altenkirchen gehört ebenfalls nicht zum Verbreitungsgebiet von Radio Siegen. Dennoch wird das Programm im Kabelnetz von Vodafone Kabel Deutschland zumindest im sogenannten Oberkreis (der geographisch zum Siegerland gezählt wird) eingespeist. Darüber hinaus lassen sich die UKW-Frequenzen aus Siegen und Neunkirchen problemlos beispielsweise in Mudersbach, Betzdorf und Herdorf empfangen.